# Aristides de Sousa Mendes
Aristides de Sousa Mendes do Amaral e Abranches (Cabanas de Viriato, 19 de julio de 1885 - Lisboa, 3 de abril de 1954) fue un cónsul portugués. Entre el 16 y el 23 de junio de 1940, expidió visados portugueses de forma frenética e indiscriminada, durante los primeros días de la invasión de Francia por parte de la Alemania Nazi, al comienzo de la Segunda Guerra Mundial.
El número de visados otorgados por Sousa Mendes sigue siendo controvertido. Según algunos periódicos, Arístides de Sousa Mendes habría salvado a 30 000 personas del Holocausto. Pero según el historiador de la Yad Vashem, Avraham Milgram, en un estudio publicado en 1999 por el Shoah Resource Center, International School for Holocaust Studies, hay una gran diferencia entre la realidad y el mito de los 30 000.
Tras su muerte, fue reconocido en 1966 como Justo entre las Naciones por el Estado de Israel. Pero los historiadores Avraham Milgam y Douglas Wheeler comparten la opinión de que la literatura popular siempre intentó equiparar a Sousa Mendes con otras personalidades, como Raoul Wallenberg. Un ejemplo de ello es el libro “Aristides de Sousa Mendes, o "El Wallenberg portugués" de Rui Afonso, pero estos historiadores afirman que, aunque Sousa Mendes y Wallenberg hayan sido ambos diplomáticos, en todo lo demás tienen muy poco en común. De hecho, Sousa Mendes no arriesgó su vida.

## Antes de 1940
Aristides de Sousa Mendes pertenecía a una familia aristocrática, católica, conservadora y monárquica. Su padre, José de Sousa Mendes, era juez.
Después de licenciarse en Derecho por la Universidad de Coímbra, en el año 1907 Aristides se mudó a Lisboa, al igual que su hermano gemelo César, quien llegaría a ser ministro bajo el régimen de Salazar. En 1910, Aristides contrajo matrimonio con su prima carnal y amor de juventud, Maria Angelina Coelho de Sousa Mendes, con la cual tendría catorce hijos y hijas, que nacieron en los distintos países en los que Sousa Mendes estuvo destinado. Poco tiempo después, comenzó su carrera consular (en Portugal, en esa época, el servicio diplomático y el consular constituían carreras o actividades separadas), desempeñando su labor en diversas delegaciones consulares portuguesas de Zanzíbar, Brasil o Estados Unidos de América.
Sousa Mendes tuvo una carrera algo problemática, pues se enfrentó a problemas con varios regímenes políticos. Estuvo inmerso en varios procesos disciplinarios por abuso de dinero público (para su uso personal) y por abandonar su puesto de cónsul sin pedir autorización.
En 1917 abandonó su puesto de cónsul sin tener autorización.
En 1919, en Brasil, fue acusado por comportamiento antirrepublicano y terminó siendo suspendido por dos años.
En 1923, en California, se vio salpicado por una violenta pelea con la comunidad portuguesa local. Aristides, ilegalmente, exigió a los notarios portugueses que contribuyeran para un fondo asistencial, estos se negaron y Aristides les impidió volver a trabajar como notarios. Se siguió un enfrentamiento público en los periódicos y Aristides terminó siendo expulsado de los Estados Unidos por el gobierno americano, por comportamiento y declaraciones anti-demócratas.
En 1928, Aristides, que apoyaba la dictadura militar, fue destinado a Vigo, donde se dedicó a perseguir a los refugiados políticos portugueses. En 1929 escribió al Ministerio de Asuntos Exteriores vanagloriándose de ser la persona ideal “para vigilar y aniquilar las maniobras conspiratorias contra la dictadura por parte de los emigrados políticos” y elogiando su trabajo de persecución política a los refugiados. En esa misma carta, Aristides pedía ser destinado en Amberes, lo cual le fue concedido.
En 1929 fue nombrado cónsul en Amberes, cargo que ocupó hasta 1938. Su empeño en la promoción de Portugal no pasó desapercibido. Leopoldo III de Bélgica lo condecoró en dos ocasiones como oficial de la Orden de Leopoldo y comendador de la Orden de la Corona, la más alta condecoración belga. Tras pasar casi diez años de servicio en Bélgica, Salazar, presidente del Consejo y ministro de Negócios Estrangeiros (el equivalente a Asuntos Exteriores en España), nombró a Sousa Mendes cónsul en Burdeos, Francia.
Sousa Mendes jamás supo manejar su presupuesto personal. Creía que controlar los gastos iba en contra de su condición de aristócrata. En 1928, 1932 y 1938 reincidió en la utilización de dinero del consulado para uso personal y volvió a ser reprendido. En 1935 también fue reprendido por declaraciones públicas consideradas inconvenientes.

## Labor durante la Segunda Guerra Mundial
Al estallar la Segunda Guerra Mundial, el 3 de septiembre de 1939, Arístides se encontraba en Burdeos desarrollando su labor como cónsul.
El período que siguió fue conocido como la Guerra de broma. La guerra había sido declarada el 3 de septiembre de 1939, pero en tierra no habían comenzado los combates a gran escala aún salvo alguna escaramuza en la frontera Germano-Francesa. Las hostilidades sólo empezaron mucho más tarde, con la invasión alemana de Francia, Bélgica, Países Bajos y Luxemburgo el 10 de mayo de 1940.
Portugal se declaró país neutral, pero su tendencia fue desde el inicio pro-aliada. Copiando las políticas restrictivas de emigración ya adoptadas por los demás países europeos, António de Oliveira Salazar distribuyó la Circular 14, determinando que para los casos especiales de apátridas, los portadores de Pasaporte Nansen, los rusos y los judíos expulsados de sus países, los cónsules portugueses sólo podían conceder visados después de haber pedido autorización al Ministerio. En los demás casos, los cónsules podían seguir otorgando visados. El objetivo era evitar la entrada de agitadores políticos, infiltrados y apátridas.
Aristides de Sousa Mendes hizo caso omiso a las órdenes de su Gobierno y empezó a otorgar algunos visados durante la llamada Guerra de broma. El primer visado se lo dio a un profesor austriaco, en noviembre de 1939; y el segundo, a un comunista español, en marzo de 1940.
En febrero de 1940 Arístides se enamoró de la francesa Andrée Cibial, 20 años más joven que él. Andrée quedó embarazada de Aristides, lo que le generó un grave problema familiar.
Más tarde, el 30 de mayo de 1940, Aristides fue más allá de la desobediencia y falsificó el pasaporte de un desertor luxemburgués, que quería escaparse del frente de combate. El desertor tenía miedo de ser detenido por las autoridades francesas al intentar cruzar la frontera con España y Aristides le solucionó el problema, dándole un pasaporte portugués, falso. La falsificación de pasaporte era un crimen grave y Aristides se arriesgaba a cinco años de cárcel y a la expulsión de la carrera.
En los primeros días de junio, con el avance de las tropas alemanas, cientos de millares franceses y belgas se dieron a la fuga. Era el éxodo de toda una población expulsada de sus hogares por un pánico desmedido, temiendo las mismas barbaries Alemanas de 1870 y 1914. Por todos los caminos de Francia el desordenado éxodo de la población civil, que huía hacia el sur, se mezclaba con la retirada del Ejército, provocando indescriptibles escenas de desorden y confusión. En este ambiente de pánico, y con su amante francesa causando escándalos en el consulado al punto de ser encarcelada, Aristides entró en depresión y se encerró tres días en su habitación, tumbado en su cama.
El 16 de junio, un domingo, Aristides salió de su habitación y emitió 40 visados, cobrando tarifas adicionales que, por ser un domingo, tenía derecho a recibir. Entre los que recibieron visados estaba la familia Rothschild.
El 17 de junio salió de su habitación, y decidió entregar un visado a todo aquel que se lo pidiera, sin hacer preguntas ni preocuparse con la posibilidad de estar pasando visados a personas peligrosas o indeseables. Con la ayuda de sus hijos y sobrinos, así como con la del rabino de Amberes, Jacob Kruger, se dedicó a expedir pasaportes y firmar visados ininterrumpidamente. Al recibir quejas desde Lisboa dijo: Si hay que desobedecer, prefiero que sea a una orden de los hombres que a una orden de Dios.
En estos momentos constituía una amenaza palpable para Portugal que las tropas alemanas cruzaran los Pirineos para tomar Gibraltar y, posiblemente, las costas atlánticas de Portugal, sin que España se opusiera a ello o con su apoyo como aliado.
El 20 de junio de 1940, la Embajada Británica en Lisboa envió una nota al Ministerio de Asuntos Exteriores portugués, quejándose de que el cónsul portugués en Burdeos estaba retrasando deliberadamente la concesión de visados a los ciudadanos británicos, con el objetivo de poder cobrarles tasas adicionales por realizar trabajo durante horarios extraordinarios (en esta época, parte del salario de los cónsules resultaba de un porcentaje de las tasas cobradas). Los británicos también se quejaban de que, en por lo menos una ocasión, Sousa Mendes también había exigido una contribución especial para una institución de caridad. No era la primera vez que Aristides era acusado de exigir contribuciones irregulares y sospechosas. La primera vez había ocurrido en 1923, cuando Sousa Mendes había sido expulsado de Estados Unidos.
También el escritor americano, Eugene Bagger, cuenta en sus memorias que el 18 de junio de 1940 el cónsul español lo recibió en ese mismo instante, pero que, para conseguir un visado portugués, estuvo horas haciendo cola a la puerta del consulado portugués y, después de haber desistido de esperar más, se fue al Hotel “Esplendid”, donde para su sorpresa estaba Sousa Mendes tranquilamente tomándose un aperitivo con un amigo.
A pesar de que Salazar tomó medidas contra el cónsul rebelde, Sousa Mendes continuó su actividad en Bayona entre los días 20 y 23 de junio de 1940 en presencia del vicecónsul y de dos funcionarios de Salazar, que nada pudieron hacer para parar la concesión de visados. El 23 de junio Salazar lo cesará de su cargo de cónsul, pero Aristides, lejos de cejar en su empeño, continuó emitiendo visados a todos los que se encontraba de camino a Hendaya. Durante todo ese proceso recibió la colaboración del diplomático español Eduardo Propper de Callejón, también reconocido tras su muerte como Justo entre las Naciones, que proporcionó los visados para el paso por España.
Salazar envió varios funcionarios a recoger a Aristides. Sin embargo, Sousa Mendes logró cruzar la frontera francesa junto con otros refugiados y llegó a España. Debido a las deficientes comunicaciones, los guardias de la aduana española no habían sido avisados por Madrid de cerrar la frontera y no tuvieron más remedio que dejar pasar a todos los refugiados que acompañaban al antiguo cónsul en dirección a Portugal.

## Regreso a Portugal
Al regresar a Portugal, Aristides de Sousa Mendes sufrió una sanción ligera. Se reconoció que los visados que Aristides había otorgado de manera indiscriminada en los momentos de pánico, en junio de 1940, habían sido concedidos en una situación emocionalmente excepcional y disculpable, pero los visados otorgados durante el periodo de la "guerra rara" no tenían justificación posible. Los dos crímenes más graves fueron perdonados. El crimen de falsificación de documentos, cuya sanción habría sido de cinco años de cárcel, fue olvidado y la queja de la Embajada Británica no fue investigada. Como sanción, su salario fue reducido a mitad por el periodo de un año.
Salazar fue y sigue siendo acusado de haber expulsado ignominiosamente a Aristides de Sousa Mendes del servicio público y haberlo privado de sus libertades civiles, quedando reducido a una notoria pobreza y siendo asistido por la caridad de la comunidad judía de Lisboa, hasta su fallecimiento en 1954. Pero en realidad Aristides de Sousa Mendes no fue expulsado y siguió recibiendo su sueldo de cónsul durante 14 años, hasta el día de su fallecimiento.
Su mujer Angelina murió en 1948. En ese mismo año Aristides se casó con Andrée Cibial, su amante desde los tiempos de Burdeos. Su hija ilegítima, Marie-Rose, siguió viviendo en Francia con sus tíos franceses. Los hermanos y los hijos de Sousa Mendes no aprobaban su boda con la amante francesa de toda la vida y se enemistaron con él. Andrée Cibial fue una mujer gastadora y esto llevó a que Sousa Mendes empezara a endeudarse, acabando en la ruina.
Sousa Mendes murió olvidado el 3 de abril de 1954, en el hospital privado de los franciscanos en Lisboa. Fue enterrado con una túnica franciscana.

## Portugal y los refugiados
Portugal, en condiciones muy difíciles, consiguió mantenerse neutral en la guerra, posibilitando la fuga a través de su territorio a cientos de miles de refugiados. Salazar antes de la guerra condenó las políticas antisemitas nazis y desde el inicio de la guerra autorizó que las organizaciones judías de ayuda a la inmigración, como la HIAS y la HICEM, se establecieran en Lisboa. Las ciudades termales de Estoril, Ericeira, Figueira da Foz y Caldas da Rainha, con sus grandes hoteles, acogieron miles de refugiados. Bajo el mando personal y directo de Salazar, se ejecutaron las operaciones de los trenes de Leite Pinto y las de los diplomáticos portugueses en Hungría, Sampaio Garrido y Teixeira Branquinho.
En total se estima que aproximadamente más de un millón de personas pudo beneficiarse de la neutralidad de Portugal durante la guerra.
Muchos otros cónsules concedieron visados, desobedeciendo a las reglas impuestas por Salazar. En otros casos, los cónsules actuaron bajo las órdenes de Salazar.
Teixeira Branquinho, encargado de negocios en Hungría, otorgó asilo a decenas de judíos en las dependencias de la embajada, coordinado con el embajador Sampaio Garrido, con autorización de Salazar, brindó defensa consular a judíos conectados con Portugal. En total otorgó cerca de 1000 certificados de protección portuguesa.
También el embajador portugués en España, Pedro Teotónio Pereira, desempeñó un papel determinante, al ayudar a que aproximadamente 16 000 franceses, en edad militar, se escaparan por territorio portugués para unirse a los ejércitos aliados en el Norte de África.

## Personas salvadas
Un elevado porcentaje de las personas que recibieron visados de Aristides eran personas ricas y famosas.
- Otto de Habsburgo, hijo del último emperador de Austria-Hungría, escapó con su familia desde el exilio belga y se dirigió a Estados Unidos.
- Norbert Gingold, pianista.
- Charles Oulmont, escritor francés y profesor de la Universidad de la Sorbona.
- Tres ministros del gobierno belga escapados antes de la invasión a su país, los cuales, refugiados en la casa-palacio de Aristides en Portugal, formaron el "Gobierno belga en el exilio".[38]
- Salvador Dalí y Gala Eluard Dalí.
- Marcel Dalio
- Integrantes de la familia Rothschild, una dinastía de financieros y banqueros internacionales de origen judeoalemán, obtuvieron también visados por Aristides de Sousa Mendes.

## Reconocimientos
En 1966, en el Memorial de Yad Vashem, celebrado en Israel, se le reconoce como Justo entre las naciones.
En 1987, la República de Portugal lo condecora con la Orden de la Libertad y pide disculpas públicas a su familia.
En 1994, el presidente portugués Mário Soares descubre el busto en homenaje a Aristides de Sousa Mendes, así como una placa conmemorativa en el lugar en el que estaba el consulado de Portugal en Burdeos en 1940.
En 1995, la Asociación Sindical de Diplomáticos Portugueses (ASDP) crea un premio anual con su nombre.
En 1998, la República Portuguesa lo condecora con la Cruz de Mérito a título póstumo por sus acciones en Burdeos.
En 2006 se propuso la reconstrucción de la casa del cónsul.
En 2007, fue votado como uno de los 10 mayores portugueses, en el programa Os Grandes Portugueses, quedando en tercera posición. Pero los portugueses optaron por elegir a Salazar como el primero de los grandes personajes del país.